# Zatsepinomyia inopina
Zatsepinomyia inopina är en tvåvingeart som beskrevs av Boris Mamaev och Zaitzev 1997. Zatsepinomyia inopina ingår i släktet Zatsepinomyia och familjen gallmyggor. Inga underarter finns listade i Catalogue of Life.